# 箬鿳
箬鿳（學名：Kyphosus ocyurus）又稱箬舵魚，為輻鰭魚綱日鱸目鿳科鿳屬的其中一種，傳統上歸類於鱸形目。

## 分類
本魚分布於東太平洋區，從加利福尼亞灣至秘魯；中太平洋區，從夏威夷群島至法屬波里尼西亞海域，棲息深度1-12公尺。

## 特徵
本魚體呈橢圓形，側扁，從嘴部至尾柄部具有藍色及黃色的波浪狀條紋，頭部黃色至銀色，背部藍色，腹部銀白色，尾鰭深叉形，背鰭硬棘11枚；背鰭軟條15枚；臀鰭硬棘3枚；臀鰭軟條14枚，體長可達59公分。

## 習性
本魚棲息在珊瑚礁或礁石區，成小群活動，屬雜食性。

## 經濟利用
本魚可做為食用魚。